# Mercedes-Benz O 404
 (octobre 2023).
La mise en forme du texte ne suit pas les recommandations de Wikipédia : il faut le « wikifier ».
Les points d'amélioration suivants sont les cas les plus fréquents :
- Les titres sont pré-formatés par le logiciel. Ils ne sont ni en capitales, ni en gras.
- Le texte ne doit pas être écrit en capitales (les noms de famille non plus), ni en gras, ni en italique, ni en « petit »…
- Le gras n'est utilisé que pour surligner le titre de l'article dans l'introduction, une seule fois.
- L'italique est rarement utilisé : mots en langue étrangère, titres d'œuvres, noms de bateaux, etc.
- Les citations ne sont pas en italique mais en corps de texte normal. Elles sont entourées par des guillemets français : « et ».
- Les listes à puces sont à éviter, des paragraphes rédigés étant largement préférés. Les tableaux sont à réserver à la présentation de données structurées (résultats, etc.).
- Les appels de note de bas de page (petits chiffres en exposant, introduits par l'outil «  Source ») sont à placer entre la fin de phrase et le point final[comme ça].
- Les liens internes (vers d'autres articles de Wikipédia) sont à choisir avec parcimonie. Créez des liens vers des articles approfondissant le sujet. Les termes génériques sans rapport avec le sujet sont à éviter, ainsi que les répétitions de liens vers un même terme.
- Les liens externes sont à placer uniquement dans une section « Liens externes », à la fin de l'article. Ces liens sont à choisir avec parcimonie suivant les règles définies. Si un lien sert de source à l'article, son insertion dans le texte est à faire par les notes de bas de page.
- La présentation des références doit suivre les conventions bibliographiques. Il est recommandé d'utiliser les modèles {{Ouvrage}}, {{Chapitre}}, {{Article}}, {{Lien web}} et/ou {{Bibliographie}}. Le mode d'édition visuel peut mettre en forme automatiquement les références.
- Insérer une infobox (cadre d'informations à droite) n'est pas obligatoire pour parachever la mise en page.

Pour une aide détaillée, merci de consulter Aide:Wikification.
Si vous pensez que ces points ont été résolus, vous pouvez retirer ce bandeau et améliorer la mise en forme d'un autre article.

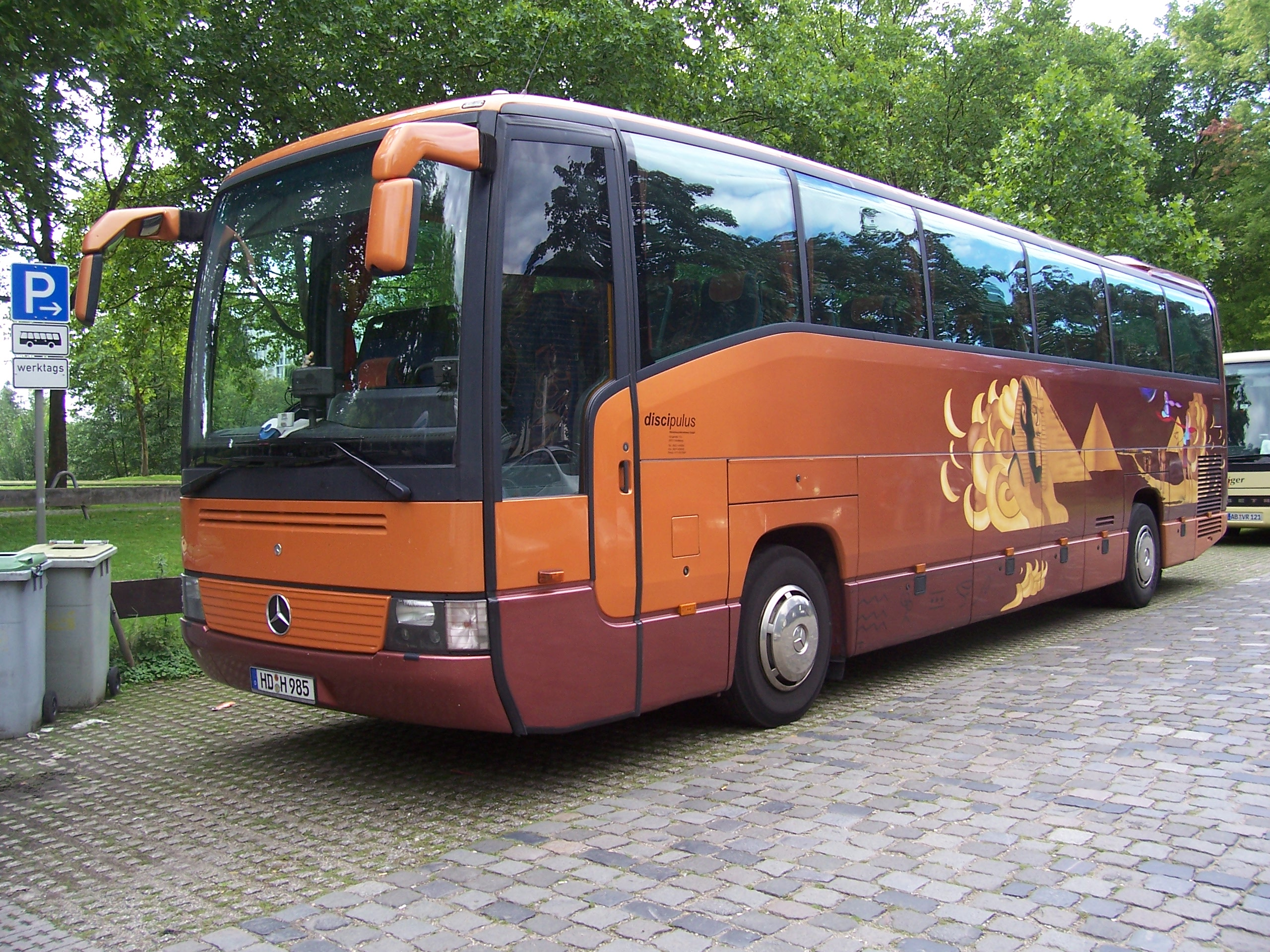
Autocar O 404, version révisée avec ce que l'on appelle des rétroviseurs «intégraux»

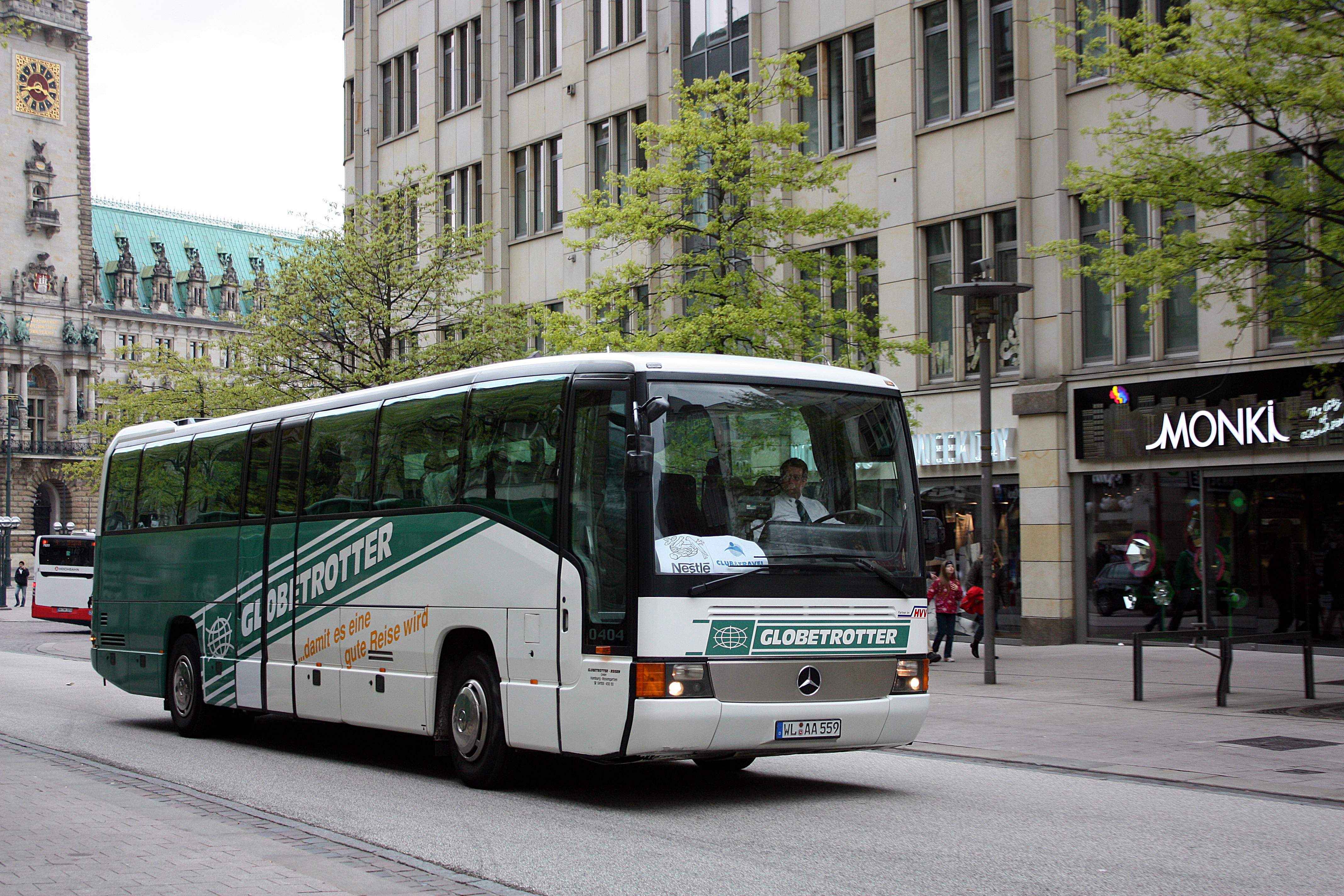
Mercedes-Benz O 404 RH-K de Globetrotter Reisen à Hambourg

Le Mercedes-Benz O 404 était un autocar de Daimler-Benz AG qui a été construit à partir de septembre 1992 pour succéder à l'autocar Mercedes-Benz O 303 et qui a été remplacé en 1999 par le modèle successeur, l'O 580 «Travego».
La gamme de ce modèle commençait avec l'autocar compact O 404 RH-K, qui était également destiné à être utilisé dans les services réguliers et d'excursion, mais il existait surtout différentes versions exclusivement destinées aux voyages longue distance, du modèle normal (avec plancher élevé) aux véhicules de tourisme à plancher surélevé en passant par le «super élevé», qui différait sensiblement par la hauteur de son plancher bien au-dessus du sol et donc également par la hauteur totale du véhicule. Comme pour son prédécesseur, ces modèles pouvaient combinés des intérieurs de conceptions variées, du plus simple au plus luxueux, toutefois, l'extérieur du véhicule ne diffèrent pas.
Avec le lancement du modèle, un véhicule de tourisme à impériale a également été présenté, qui devait être fabriqué sous le nom d'O 404 DD pour le compte du carrossier Drögmöller de Heilbronn (qui fait désormais partie de Volvo). Cependant, le modèle de véhicule construit est resté unique.
Par rapport à son prédécesseur, l'O 404 était structurellement plus lisse et les montants des vitres latérales n'étaient plus aussi visibles. Le pare-brise avant du véhicule a été abaissé davantage. D'un point de vue technique, les frein à disque standard et la suspension indépendante à l'avant étaient désormais disponibles. Il n'y avait que trois longueurs de carrosserie disponibles, celles-ci correspondaient aux versions à 10, 13 ou 15 rangées de sièges. La gamme de moteurs variait d'environ 150 à 280 kW ; pour les versions à services réguliers avec 15 rangées de sièges, la motorisation démarrait à 195 kW. Comme pour son prédécesseur, la commutation électropneumatique (EPS) était également proposée en option en tant qu'aide à la commutation. Cependant, des boîtes de vitesses manuelles à six rapports étaient généralement installées.
L'O 404 n'a pas pu égaler le succès de son prédécesseur, l'O 303, même si cela est en partie dû au fait que la période de production de son prédécesseur était de 18 ans (contre 7 ans pour l'O 404) et au marché des voyages en autocar qui diminue en raison de la réticence à voyager ou de l'introduction de compagnie aérienne à bas prix. Cela a incité les opérateurs d’autocar à acheter de plus en plus d’autocar moins chers auprès de constructeurs étrangers ou à élargir leurs cycles d’approvisionnement. De plus, en 1992, Mercedes a ajouté à sa gamme l'O 340, un autocar de tourisme supplémentaire et moins cher fabriqué en Turquie, qui était de facto et aussi visuellement un développement ultérieur de l'O 303 précédent. Ce qui était également nouveau, c'est qu'un autobus de Mercedes a reçu pour la première fois un nom (Tourismo) en plus d'une désignation de type alphanumérique. En 1996, l'O 404 a subi un lifting complet, visuellement reconnaissable au panneau avant modifié (nervuré) et aux nouveaux rétroviseurs extérieurs plus grands, dits «intégraux». La version la plus courte avec 10 rangées de sièges a été omise et seul le moteur de 280 kW est resté proposé.
L'autocar est toujours construit sous licence par Iran Khodro Diesel.